# Pharetrophora
Pharetrophora is een geslacht van insecten uit de orde vliesvleugeligen (Hymenoptera) en de familie Ichneumonidae.

## Soorten
- P. angusta Narolsky, 1994
- P. ceratogaster Narolsky, 1994
- P. convexa Narolsky, 1994
- P. curticaudata Narolsky, 1994
- P. curvata Narolsky, 1994
- P. emarginata Narolsky, 1994
- P. flavator (Aubert & Shaumar, 1978)
- P. iranica Narolsky & Schonitzer, 2003
- P. kerzhneri Narolsky, 1994
- P. mongolica Narolsky, 1994
- P. orientalis (Sedivy, 1971)
- P. polita Narolsky, 1994
- P. tegularis Narolsky, 1994